# Alice av Jerusalem
Alice av Jerusalem eller Alice av Antiochia även kallad Haalis, Halis, och Adelicia, född 1110, död efter 1136, var en furstinna av Antiochia, gift med furst Bohemund II av Antiokia. Hon var regent  för sin omyndiga dotter Konstantia av Antiokia under år 1130. 

## Biografi
Alice var dotter till kung Balduin II av Jerusalem och Morphia de Melitene. Hon hade tre systrar, hennes äldre syster var Melisende av Jerusalem, gift med Fulk i Jerusalem och hennes yngre Hodierna av Jerusalem, gift med Raymond II av Tripoli och Ioveta var abbedissa i Sankt Lazarus klostret i Betania. Hennes far hade 1119 erövrat Antiokia, men återlämnade det 1126 till Bohemund II av Antiokia, som samtidigt vigdes vid Alice. Hon mottog städerna Jabla och Latakia som sin morgongåva.
Vid makens död 1130 tog hon kontrollen över Antiokia som förmyndare för sin minderåriga dotter Constantia. Hennes far tågade då mot Antiokia för att överta förmynderskapet, varpå Alice erbjöd den muslimske fursten atabeg Zangi av Mosul äktenskap med dottern om han stödde henne mot fadern. Planen misslyckades och Antiokia erövrades av Balduin, som avsatte henne från förmynderskapet och tillsatte Joscelin I av Edessa som regent för dottern. Alice förvisades då till sin personliga förläning Latakia. Vid faderns och Joscelins död 1131 gjorde Alice ett nytt försök till statskupp i allians med Tripoli och Edessa mot Jerusalem, som då dominerades av hennes svåger Fulko av Jerusalem.
1135 försökte Alice ännu en gång bli dotterns förmyndarregent, denna gång genom att erbjuda den bysantinska tronföljaren Manuel Comnenus äktenskap med dottern om Bysans stödde henne mot Jerusalem. Även denna plan misslyckades, då Antiokias adel, som fruktade bysantinsk dominans, bad Fulko om hjälp. Fulko trolovade då i hemlighet Constantia med Raymond av Poitiers, yngre son till Vilhelm IX av Akvitanien. Trolovningen hölls hemlig, och Raymond smugglades till Antiokia i förklädnad 1136 och vigdes snabbt vid Konstantia. Alice levde sedan i Latakia, där hon dog någon gång efter 1136.